# Staurois guttatus
Staurois guttatus é uma espécie de anfíbio anuros da família Ranidae. Está presente em Malásia. A UICN classificou-a como vulnerável.